# حزب کارگران سوسیالیست اسپانیا
حزب کارگران سوسیالیست اسپانیا یکی از احزاب سیاسی اسپانیا و قدیمی‌ترین حزب این کشور است. این حزب در سال‌های ۱۹۸۲ تا ۱۹۹۶ و ۲۰۰۴ تا ۲۰۱۱ در اسپانیا دولت را در دست داشت. مرام سیاسی این حزب، سوسیال دموکرات است.

## تاریخچه
حزب کارگران سوسیالیست اسپانیا در ۱۸۳۳ بنیان گذاشته شده‌است. این حزب از لحاظ تاریخی با اتحادیه عمومی کارگران (اتحادیه‌ای کارگری در اسپانیا) پیوند داشته و حتی زمانی عضویت در این اتحادیه پیش‌شرط عضویت در این حزب بود. اما در دههٔ ۸۰ اختلافاتی بین این دو پیش آمد.
پس از انتخابات قانونی اسپانیا در ۱۴ مارس ۲۰۰۴ این حزب بزرگ‌ترین حزب تشکیل‌دهندهٔ دولت بود. این حزب بخشی از حزب سوسیالیست‌های اروپا است و عضو انترناسیونال سوسیالیست است.
خوزه لوئیز رودریگز زاپاترو رهبر این حزب بود که در دو دوره با رای پارلمان اسپانیا به نخست وزیری رسید.